# Sablonceaux
Sablonceaux és un municipi francès situat al departament del Charente Marítim i a la regió de la Nova Aquitània. L'any 2007 tenia 1.154 habitants.

## Demografia

### Població
El 2007 la població de fet de Sablonceaux era de 1.154 persones. Hi havia 453 famílies de les quals 116 eren unipersonals (64 homes vivint sols i 52 dones vivint soles), 153 parelles sense fills, 165 parelles amb fills i 19 famílies monoparentals amb fills.
La població ha evolucionat segons el següent gràfic:
Habitants censats

### Habitatges
El 2007 hi havia 582 habitatges, 473 eren l'habitatge principal de la família, 71 eren segones residències i 38 estaven desocupats. 550 eren cases i 22 eren apartaments. Dels 473 habitatges principals, 369 estaven ocupats pels seus propietaris, 89 estaven llogats i ocupats pels llogaters i 15 estaven cedits a títol gratuït; 5 tenien una cambra, 22 en tenien dues, 73 en tenien tres, 147 en tenien quatre i 226 en tenien cinc o més. 391 habitatges disposaven pel capbaix d'una plaça de pàrquing. A 218 habitatges hi havia un automòbil i a 236 n'hi havia dos o més.

### Piràmide de població
La piràmide de població per edats i sexe el 2009 era:
| Homes | Edats   | Dones |
| ----- | ------- | ----- |
| 0     | 95 o +  | 0     |
| 0     | 90 a 94 | 8     |
| 4     | 85 a 89 | 8     |
| 8     | 80 a 84 | 12    |
| 32    | 75 a 79 | 24    |
| 20    | 70 a 74 | 40    |
| 28    | 65 a 69 | 24    |
| 16    | 60 a 64 | 36    |
| 16    | 55 a 59 | 28    |
| 48    | 50 a 54 | 24    |
| 64    | 45 a 49 | 44    |
| 32    | 40 a 44 | 28    |
| 44    | 35 a 39 | 48    |
| 36    | 30 a 34 | 24    |
| 36    | 25 a 29 | 28    |
| 32    | 20 a 24 | 16    |
| 36    | 15 a 19 | 16    |
| 32    | 10 a 14 | 24    |
| 24    | 5 a 9   | 40    |
| 24    | 0 a 4   | 20    |

## Economia
El 2007 la població en edat de treballar era de 761 persones, 534 eren actives i 227 eren inactives. De les 534 persones actives 479 estaven ocupades (266 homes i 213 dones) i 56 estaven aturades (21 homes i 35 dones). De les 227 persones inactives 106 estaven jubilades, 49 estaven estudiant i 72 estaven classificades com a «altres inactius».

### Ingressos
El 2009 a Sablonceaux hi havia 494 unitats fiscals que integraven 1.225 persones, la mediana anual d'ingressos fiscals per persona era de 16.969 €.

### Activitats econòmiques
Dels 48 establiments que hi havia el 2007, 1 era d'una empresa extractiva, 1 d'una empresa alimentària, 5 d'empreses de fabricació d'altres productes industrials, 19 d'empreses de construcció, 7 d'empreses de comerç i reparació d'automòbils, 2 d'empreses de transport, 1 d'una empresa d'hostatgeria i restauració, 1 d'una empresa financera, 3 d'empreses immobiliàries, 5 d'empreses de serveis i 3 d'empreses classificades com a «altres activitats de serveis».
Dels 22 establiments de servei als particulars que hi havia el 2009, 1 era un taller de reparació d'automòbils i de material agrícola, 7 paletes, 2 guixaires pintors, 4 fusteries, 3 lampisteries, 2 empreses de construcció, 1 perruqueria, 1 restaurant i 1 agència immobiliària.
L'únic establiment comercial que hi havia el 2009 era una botiga d'electrodomèstics.
L'any 2000 a Sablonceaux hi havia 32 explotacions agrícoles que ocupaven un total de 1.800 hectàrees.

## Equipaments sanitaris i escolars
El 2009 hi havia una escola elemental integrada dins d'un grup escolar amb les comunes properes formant una escola dispersa.

## Poblacions més properes
El següent diagrama mostra les poblacions més properes.